# Allawah, New South Wales
Allawah este o suburbie în Sydney, Australia.